# Kristoffer Nyrop
Kristoffer Nyrop (n. 11 ianuarie 1858, Copenhaga, Danemarca – d. 13 aprilie 1931, Copenhaga, Danemarca) a fost un romanist danez.

## Biografie
Văzând că fiul lor era deosebit de dotat pentru studii, părinții lui au dorit ca el să devină pastor și au fost foarte surprinși să vadă că el era deosebit de interesat de literatura franceză, care, în opinia lor, simboliza imoralitatea. Kristoffer a persistat în învățarea limbii franceze și a studiat la Copenhaga și Paris (cu Paul Meyer și Gaston Paris) și a vizitat Elveția, Franța și Italia. În 1878 el a publicat primul său articol științific la vârsta de 20 de ani. În 1886 a devenit doctor în filologie cu o teză intitulată Adjektivernes Kønsbøjning i de romanske Sprog elaborată sub îndrumarea lui Vilhelm Thomsen. A predat ca profesor de limbă și literatură franceză la Universitatea din Copenhaga (1894-1928), fiind succesorul lui Thor Sundby (1830-1894).
Pasionat de limbile latine, el a publicat o serie de antologii: Lectures françaises (1890-1891), La Espana Moderna (1892), Proză e pœsie italiane (1898), dar a fost interesat și de limbile română și provensală. El nu a disprețuit însă nici lumea nordică și a publicat pe această temă nenumărate articole dedicate folclorului, istoriei culturale și etimologiei.
Având de timpuriu brațul drept paralizat, și-a pierdut vederea în 1905, dar, ajutat de memoria sa prodigioasă, și-a continuat cercetarea științifică mulțumită unei echipe de asistenți din care făceau parte studenți, colegi și prieteni. Ei au scris după dictare.
În 1912 a devenit membru corespondent al Académie de inscriptions et belles-lettress șiîn 1920 membru asociat; în 1922 a fost admis ca membru străin al Académie royale de langue et de littérature françaises de Belgique. Volumul I al Histoire générale de la langue française, dedicat istoriei foneticii i-a adus Premiul Diez și Premiul Saintour .
În afară de lucrările sale științifice, el a publicat luări de poziție referitoare la diferite chestiuni ale timpului său. În timpul Primului Război Mondial nu a încetat deloc să denunțe imperialismul german.

## Opera
Cea mai importantă lucrare a lui Nyrop este Grammaire historique de la langue française în șase volume, apărute în perioada 1899-1930 la Copenhaga, Leipzig și Paris și reeditate la Geneva în 1979.
- 1. Histoire générale de la langue française. Phonétique historique (1899)
  2. Morphologie (1903)
  3. Formation des mots (1908)
  4. Sémantique (1913)
  5. Syntaxe. Noms et pronoms (1925)
  6. Syntaxe. Particules et verbes (1930)

### Alte lucrări
- Zur rumänischen Lautgeschichte, în: Nordisk Tidskrift for Filologi, 1878, pp. 72-78
- (în colaborare cu Émile Picot [1844-1918]) Nouveau recueil de farces françaises des XVe et XVIe siècles, Paris, 1880, Geneva, 1968
- Sprogets vilde skud. Populaere strøbemaerkninger om misforståede ord i daglig tale, Copenhaga, 1882
- Den oldfranske Heltedigtning, Copenhaga, 1883 (în italiană: Storia dell'epopea francese nel medio evo, Florența, 1886, Torino, 1888)
- Romanske mosaiker. Kulturbilleder fra Rumaenien og Provence, Copenhaga, 1885
- Adjectivernes Konsbøjning i de romanske Sprog, med en indledning om lydlov og analogi, Copenhaga, 1886
- Kortfattet spansk Grammatik, Copenhaga, 1889, 1894
- Nej. Et motivs historie, Copenhaga, 1891
- En teaterforestilling i middelalderen, Copenhaga, 1892
- (ed.) Bernhard Severin Ingemann, Holger Danske. Et Digt i fem Sangkredse med oplysninger, Copenhaga, 1893
- Kortfattet fransk lydlaere til brug for laerere og studerende, Copenhague 1893 (în franceză: Manuel phonétique du français parlé, Copenhaga,1902, ed. a V-a, 1934; în engleză: Spoken French : a phonetic manual, New York, 1927)
- Lærebog i det italienske Sprog, udarbejdet til Selvstudium og Undervisning, Copenhaga,1896
- Kysset og dets historie, Copenhaga, 1897 (în engleză: The kiss and its history, Londra, 1901)
- Kortfattet italiensk Grammatik, Copenhaga, 1897
- Prose e poesie italiane scelte e annotate, Copenhaga, 1898
- Ordenes Liv, 6 vol., Copenhaga, 1901-1934 (în germană: Das Leben der Wörter, Leipzig, 1903, 1923)
- Italien og Krigen, Copenhaga, 1905
- Gaston Paris, Copenhaga, 1906
- Den evige jøde, Copenhaga, 1907
- Fortids Saga og Sange, Copenhaga, 1907-1909, 1933
- Fransk Verselære i Omrids, Copenhaga, 1910
- Philologie française, ed. a II-a, Copenhaga/Paris, 1915
- Frankrig, Copenhaga,1915, 1916, 1919 (în franceză: France, Paris 1916; en suédois: Frankrike, Lund 1916; în engleză: France, Londra, 1917; în neerlandeză: Frankrijk. Vertaald uit het deensch met een Voorbericht van J.J. Salverda de Grave, Leyde; în islandeză, Reykjavik, 1917)
- Er Krig Kultur? Guerre et civilisation, Paris, 1917 *Is war civilization?, Londra, New York, 1917; în suedeză: Stockholm, 1917
- L' Arrestation des professeurs belges et l'université de Gand, Lausanne/Paris, 1917
- The imprisonment of the Ghent professors, a question of might and right; my reply to the German legation in Stockholm, Londra, New York, 1917
- Die verhafteten Professoren und die Universität in Gent; eine Frage von Macht und Recht, mit Antwort an die deutsche Legation in Stockholm, Lausanne, 1917
- Kongruens i fransk, Copenhaga, 1917
- Etudes de grammaire française, 7 vol., Copenhaga, 1919-1929
- Talt og skrevet, Copenhaga, 1931
- Linguistique et histoire des mœurs. Mélanges posthumes, traducere de Emmanuel Philipot [1872-1950], Paris, 1934

## Legături externe
- Éloge funèbre de M. Kristoffer Nyrop, associé étranger de l'Académie
- Kristoffer Nyrop sur le site de l'Académie royale de langue et littérature françaises de Belgique.
- da  (cu o imagine) Kristoffer Nyrop